# Rolf Abrahamsohn
Rolf Abrahamsohn (nacido el 9 de marzo de 1925 en Marl; fallecido el 23 de diciembre de 2021) fue un comerciante alemán de fe judía de Marl y superviviente de varios campos de concentración nazis.

## Vida
Nació en 1925 y fue uno de los cuatro hijos de una familia de comerciantes de Marl. Su padre tenía unos grandes almacenes de ropa y calzado. Desde 1931 asistió a la escuela protestante Goethe en Marl, sin embargo, a partir de 1934 abandonó la escuela debido a la severa discriminación.
En la noche de los cristales rotos de 1938, su familia sufrió de agresiones físicas y un incendio provocado en la tienda, provocando su expulsión de Marl. Su familia se mudó a una llamada casa judía en Recklinghausen. Su padre y su hermano mayor fueron encarcelados. Después de salir de prisión, ambos huyeron a Bélgica. La casa de los padres pasó a manos del NSDAP local y la convirtió en la sede local del partido.
A la edad de 14 años, realizó trabajos forzados, para la empresa Ruhrgas en Gelsenkirchen. Su hermano menor murió de difteria en 1940.
En enero de 1942, fue deportado a Riga con su madre y los judíos que permanecían en Recklinghausen. Sobrevivió al gueto de allí, al campo de concentración de Kaiserwald, donde su madre murió a causa de las crueles condiciones de vida, al campo de concentración de Stutthof cerca de Danzig y a meses de trabajos forzados en el comando externo del campo de concentración de Brüllstraße en Bochum. Allí trabajó en la producción de armamento y desactivación de bombas. En las últimas semanas de la guerra fue transportado vía Buchenwald al campo de concentración de Theresienstadt, donde fue liberado por el Ejército Rojo.
Entonces regresó a Marl con la esperanza de encontrar familiares supervivientes.  Sin embargo, su padre y su hermano fueron deportados de Bélgica y asesinados. La emigración a Estados Unidos fracasó y no quería correr el riesgo de un posible internamiento británico en Palestina. Rolf Abrahamsohn reconstruyó el negocio de su padre en Marl y se convirtió en un exitoso empresario textil.
A partir de la década de 1970 se involucró más intensamente en la comunidad judía de Recklinghausen-Bochum, que él y otros supervivientes habían creado recientemente, y fue su presidente de 1978 a 1992. Al mismo tiempo, participó activamente en el entendimiento entre cristianos y judíos y en el establecimiento de contactos con Israel. Como testigo contemporáneo, informó en escuelas y otras instituciones educativas sobre sus experiencias en el campo y la vida judía en general. Sus experiencias provocaron, p. B. Los alumnos del colegio secundario Wattenscheid-Mitte filmaron con él in situ un vídeo sobre sus acontecimientos.
En 2011, el distrito de Recklinghausen otorgó a Abrahamsohn la ciudadanía honoraria.  En 2020 Abrahamsohn recibió la Orden al Mérito del Estado de Renania del Norte-Westfalia. 
Rolf Abrahamsohn murió el 23 de diciembre de 2021 con una edad de 96 años. 

## Literatura
- Ulrich Brack (ed.): dominación y persecución. Marl in National Socialism, Essen 1986 (nueva edición 2011).
- Georg Möllers/Jürgen Pohl, dado de baja después de “desconocido” 1942. La deportación de los judíos de Vest Recklinghausen a Riga, ed. de la Sociedad para la Cooperación Judío Cristiana de Recklinghausen, Klartext Essen 2. Edición 2017, ISBN 978-3-8375-0872-7.

## Documentación
- Schüler der Hauptschule Wattenscheid Mitte: „… in Bochum war es fast am schlimmsten!„““ Bochumer Schüler auf den Spuren des ehemaligen jüdischen Zwangsarbeiters Rolf Abrahamsohn. Länge 35 min, [VHS]. Hrsg.: Hauptschule Wattenscheid Mitte / Stadtarchiv Bochum. Bochum 2002.

## Enlaces web
- Homenaje a Rolf Abrahamsohn como ciudadano honorario de Vest (distrito de Recklinghausen) 2012
- Retrato de Rolf Abrahamsohn en “Segundos Testigos” e. V. (hasta junio de 2020 “Heimasucher” e. V.) (con entrevista en audio)
- Rolf Abrahamsohn en el sitio web “Literatura judía en Westfalia”. Biografía, reportaje, fotografías
- Vida de Rolf Abrahamsohn (PDF 1,5 MB)